# Palle Strøm
Palle Kisbye Strøm (født 3. marts 1968) er en tidligere programdirektør i TV 2.
Palle Strøm har siden 2014 været Nordisk Udviklingschef i tv-produktionsselskabet Monday.
Palle Strøm blev BA i film, tv og kommunikation fra Københavns Universitet i 1992, og året efter tog han overbygningsuddannelse på UCLA i Los Angeles.
I 1993 blev han ansat som programmedarbejder ved DR på ungdomsprogrammet Transit. Han blev et kendt ansigt, da han i 1996–97 var studievært for programmet Gotha - kult, kitsch og B-film på DR2, hvor han med sin underspillede, men kærlige ironi præsenterede nostalgiske klip fra DR's arkiver.
I 1997 skiftede han til TV 2, hvor han blev ansat som underholdningsredaktør. Sammen med Keld Reinicke startede han i 2000 den nye tv-kanal TV 2 Zulu. I 2005 blev han administrerende direktør for TV 2 Networks, og i august 2006 blev han udnævnt til programdirektør for alle TV 2's tv-kanaler.
I 1999 var han med til at lave programmet Årgang 0 om børn fra år 2000, som i dag er et af de mest populære tv-programmer, der handler om børns liv og fremtid.
Palle Strøm har desuden optrådt i rollen som sig selv i komedieserien Klovn.
Palle Strøm og Keld Reinicke producerede i 2000 realityprogrammet Den store mission, med lave seertal. Programkonceptet blev solgt til Norge som Astronautene.